# Jean-Jacques Mounier
Jean-Jacques Mounier, född den 12 juni 1949 i Lissabon, Portugal, är en fransk judoutövare.
Han tog OS-brons i herrarnas lättvikt vid de olympiska judotävlingarna 1972 i München och EM-guld i herrarnas lättvikt vid EM 1971 i Göteborg.